# Bracon lizerianum
Bracon lizerianum är en stekelart som först beskrevs av Blanchard 1933.  Bracon lizerianum ingår i släktet Bracon och familjen bracksteklar. Inga underarter finns listade.